# Благоје Крушић
Благоје Мићков Крушић (1880 — 1944), војник, жандармеријски наредник и политички осуђеник. Родио се у селу Приградина у Бањанима, да би се заједно са својом породицом преселио у Куршумлију у село Дабиновац 1889. године. Благоје читав свој живот посвећује борби за ослобођење. Као четрнаестогодишњак одлази у комитске чете Воје Танкосића са којим четује шест година.
Учествовао је у биткама код Цера, Дрине, Колубаре, Космаја, Призрена, Кајмакчалана као и на Солунском фронту.
Одликован је бројним знамењем за храброст у балканским и Првом свјетском рату. Благоје М. Крушић је носилац златног ордена Карађорђеве звезде, руског Георгијевског крста, француске војне медаље са мачевима, орденом Легије части, двије Обилића медаље за храброст, четири споменице за учешће у ратовима од 1912. до 1918, међу којима и Албанске. Као борац Гвозденог пука „Књаз Михаило“ рањен је пет пута. Регент Александар, на положају код Црне реке 14. марта 1917. године, са својих груди скинуо Карађорђеву звезду са мачевима и даривао је Благоју. Француски генерал Гијом, за заслуге у балканским ратовима, лично уручио француско војно одликовање, медаљу „Милитар“ која се додељивала најзаслужнијим војницима, а установљена је 22. јануара 1852. године.
Послије 1918. године одселио се у Крушевац а потом у Ниш. Оженио се Зорком Војиновић из Крушевца са којом је добио два сина Петра и Драгутина, и кћерку Славку. У августу 1944, стријељан је од припадника Озне као непријатељ нове народне власти и агент Равногорског покрета и Драже Михаиловића. Његове кости још нису пронађене а ратна одликовања су му опљачкана. Рехабилитован је 13. јула 2007. године решењем Окружног суда у Нишу.